# Сануки (равнина)
Сануки (яп. 讃岐平野 сануки-хэйя) — прерывистая аллювиальная равнина в Японии, расположенная в северной части префектуры Кагава на острове Сикоку.
Равнина сложена отложениями рек Саита, Кото, Доки и Кабе, стекающих с хребта Сануки. По сути равнина представляет собой отдельные небольшие равнины (Митоя, Такамацу и др.), образовавшиеся в конусах выноса и дельтах этих рек.
Климат равнины характерен для региона Внутреннего Японского моря. Годовая норма осадков значительно ниже среднего по стране, при этом в данном районе выращивают много риса. Для улучшения водоснабжения на равнине за многие века было создано более 14.000 водохранилищ. Известное водохранилище Манно было построено в VIII веке, оно является крупнейшим в стране водохранилищем такого типа. В 1978 году был открыт канал Кагава, ежегодно отводящий на равнину от плотины Самеура 247 млн тонн воды.